# Naszvadi György
Naszvadi György (Budapest, 1944. október 17. - ) magyar közgazdász, a Nemzetgazdasági Minisztérium államtitkára. Szakmai pályafutása több mint felét a Pénzügyminisztériumban töltötte különböző beosztásokban. (Legmagasabb beosztása államtitkár.)

## Családja
„Édesanyám családja több száz éve Kunszentmiklóson él, de több mint száz éve oda vándorolt a szlovákiai Naszvadról édesapám családja is” - mondta családi hátteréről. Édesanyja Kovács Krisztina.

## Pályája
Az ELTE Állam-és Jogtudományi Karán szerzett diplomát, majd a Közgazdaságtudományi Egyetemen is.
1969 és 1973 közt a Magyar Nemzeti Banknál dolgozott.

### Pénzügyminisztériumi pályája
Naszvadi 1973-ban került a Pénzügyminisztériumhoz (PM), ahol a Költségvetési Főosztálynál dolgozott. 1986-ban a főosztály vezetőjévé nevezték ki, ezt a posztot 1991-ig töltötte be. Ekkor helyettes államtitkárnak nevezték ki. Ez a megbízatása 1995-ig tartott, az államháztartási ügyekért volt felelős.
Ekkor több, mint két évtized után elhagyta a PM-et.
1999. augusztus 2-án a Pénzügyminisztérium közigazgatási államtitkárának nevezték ki, Járai Zsigmond minisztersége idején. (Elődje, László Csaba június 15-én közös megegyezéssel távozott.) 2002-ig volt államtitkár, politikai államtitkár társa, majd minisztere Varga Mihály volt. (Utódának a hivatalba lépő új szocialista-SZDSZ kormány Thuma Józsefet nevezte ki.)
2010. április 20-án sajtójelentések Naszvadit nevezték meg az új, Orbán Viktor vezetésével felállítandó kormány valószínű pénzügyi tárcavezetőjeként. A köztársasági elnök június 2-án az újonnan felállt Nemzetgazdasági Minisztérium államtitkárának nevezte ki. A költségvetési ügyekért felel a minisztériumban.

#### Kincstárnoki rendszer
Naszvadi nevéhez fűződik a kincstárnoki rendszer kialakításának koncepciója, amelyben a minisztériumok és nagyobb intézmények kötelezettségvállalásait kihelyezett pénzügyes ellenőrzi előzetesen. A rendszert az Orbán-kormányt követő szocialista-szabaddemokrata adminisztráció elvetette, 2009-ben azonban a Bajnai-kormány bevezette és sikeres volt.
Naszvadi további jelentős átalakításokat is javasolt a kincstári rendszerben, például az egységes államszámvitel kialakítását (a hazai módszertan és az EU ESA-95 módszertanának közelítésével), vagy a vagyonkimutatás és vagyonleltár létrehozását. Mindezekből megvalósult többek közt az Államadósság Kezelő Központ felállítása.

### Egyéb megbízatásai
1990-től a Közgazdaság-tudományi Egyetemen tanított.
1993-tól a pénzügyminisztert képviselte a Magyar Nemzeti Bank felügyelőbizottságában.
1995 és 1998 közt a BM Pest megyei TÁKISZ igazgatója volt, ekkor a Magyar Államkincstár elnökének nevezték  ki.
2002 után a Magyar Államkincstár elnöki tanácsadója volt.
2005 április 28-án hivatali elfoglaltságaira hivatkozva lemondott kuratóriumi tagságáról a Magyar Mozgókép Közalapítványnál, miután a filmtámogatások odaítélésének gyakorlatát kritikák érték.
2009. decemberében a kormányzó szocialisták elutasították a fideszes javaslatot, hogy Naszvadit az Állami Számvevőszék egyik alelnökének jelöljék.

## Magánélete
A Jászok Egyesülete támogatója.
Teniszezik. Volt a Magyar Kosárlabda Szövetség társelnöke.
A PM-ben kosárlabdacsapatot szervezett "Deficit" néven.
Jelentős összegű magánadományokkal segítette szülővárosa gimnáziumának muzeális értékű könyvtárát.

## Elismerései
- Szakoly község díszpolgára (1997, a faluban előadásokat tartott a költségvetés-készítésről).
- Kunszentmiklós város díszpolgára (2002).

## Művei
- Példatár és feladatgyűjtemény a Vállalati jövedelemszabályozás című tantárgyhoz; szerk. Kállai Lajos, Naszvadi György, Rocskai János; Pénzügyi és Számviteli Főiskola, Bp., 1977
- Király Péter–Naszvadi György: Példatár és feladatgyűjtemény a Jövedelemszabályozás c. tantárgyhoz; PSZF Pénzügyi Tanszék, Bp., 1983